# Liste der Naturdenkmale in Contwig
Die Liste der Naturdenkmale in Contwig nennt die im Gemeindegebiet von Contwig ausgewiesenen Naturdenkmale (Stand 23. Mai 2024).

## Naturdenkmale
| Nr.         | Bezeichnung            | Lage                                                    | Beschreibung    | Bild                                    |
| ----------- | ---------------------- | ------------------------------------------------------- | --------------- | --------------------------------------- |
| ND-7340-184 | Buche                  | Stambach, nordöstlich des Ortes; Abteilung Rotheck Lage | Fagus sylvatica | Direkt Bild zu diesem Denkmal hochladen |
| ND-7340-322 | Eiche am Truppacherhof | nördlich des Truppacherhofs an der K 74 Lage            | Quercus petraea | Direkt Bild zu diesem Denkmal hochladen |

## Ehemalige Naturdenkmale
| Nr. | Bezeichnung                  | Lage                                          | Beschreibung                                                       | Bild                                    |
| --- | ---------------------------- | --------------------------------------------- | ------------------------------------------------------------------ | --------------------------------------- |
|     | Luitpoldlinde                | Contwig, Pfarrgasse, bei Nr. 4 Lage           | Tilia sp.; Rechtsverordnung aufgehoben                             | Direkt Bild zu diesem Denkmal hochladen |
|     | Kastanien an der Ludwigslust | Contwig, Pirmasenser Straße, bei Nr. 101 Lage | Aesculus hippocastanum, mehrere Bäume; Rechtsverordnung aufgehoben | Direkt Bild zu diesem Denkmal hochladen |